# Pia Degermark
Pia Charlotte Degermark Caminneci (født 24. august 1949 i Bromma, Stockholms län) er en svensk skuespillerinde kendt for sin rolle i 1967-filmen Elvira Madigan.

## Tidlige liv
Pia Degermark boede indtil hun fyldte ti i Sverige sammen med sine forældre og en ældre bror, hvorefter familien emigrerede til Schweiz.

## Gennembrud
Som 17-årig blev hun opdaget af den svenske instruktør Bo Widerberg, som havde set hende danse med den svenske kronprins Carl Gustav på et avisfotografi. Widerberg tilbød hende den kvindelige hovedrolle som Elvira Madigan i filmen af samme navn fra 1967. Degermarks replikker i filmen blev indtalt af Yvonne Ingdahl. Filmen vandt flere internationale priser, og Pia Degermark vandt en pris ved Cannes Filmfestival, og blev nomineret til både en Golden Globe og en BAFTA-pris for sin rolle i filmen.

## Nedtur
Efter skilsmissen drev Pia Degermark et konferencecenter i Djurgården og boede i en periode i USA. Det lykkedes hende ikke at genoptage sin skuespillekarriere, og hun endte med at udvikle et amfetaminmisbrug og anoreksi. I 1976 medvirkede hun i den vesttyske tv-serie Die Buschspringer. Det blev hendes sidste optræden foran kameraet. Tre år senere vendte hun tilbage til Sverige, hvor hun arbejdede med anoreksiramte kvinder.
I 1991 fik hun en fængselsstraf for besiddelse af narkotika. Efter en alvorlig trafikulykke, der beskadigede hendes højre ben, fik hun tildelt invalidepension. Pia Degermark bor i Hägersten, en bydel i den sydlige del af Stockholm. I 2006 udkom hendes selvbiografi, Gud räknar kvinnors tårar ("Gud tæller kvinders tåre").

## Privatliv
I 1971 giftede hun sig med den italienske filmproducent Pier Caminneci (1941-2013). Hans mor var Mathilde Eulalie Caminneci, født Siemens (1888-1945), datter af Georg Wilhelm von Siemens (1855-1919), som sammen med en bror, Arnold von Siemens (1853-1918), overtog ejerskabet til Siemens AG fra deres far, grundlæggeren Werner von Siemens. De fik en søn, Cesare, som efter deres skilsmisse voksede op hos sin far. Hun har også en søn Robbin, som blev sendt i familiepleje kort efter fødslen i 1991. Årsagen var hendes problemer med narko, kriminalitet og ustabile familieforhold samt en fængselsdom.

## Udvalgt filmografi
- 1976 – Die Buschspringer (TV-serie)
- 1971 – The Vampire Happening
- 1969 – The Looking Glass War
- 1967 – Elvira Madigan